# Anisus strauchianus
Anisus strauchianus is een slakkensoort uit de familie van de Planorbidae. De wetenschappelijke naam van de soort is voor het eerst geldig gepubliceerd in 1886 door Clessin.